# Ahaura River
Der Ahaura River ist ein Fluss in der Region West Coast auf der Südinsel von Neuseeland.

## Geographie
Der Ahaura River entsteht durch den Zusammenfluss von Waiheke River und Tūtaekurī River zwischen dem 1575 m hohen Mount Hochstetter, rund 6,5 km nordöstlich und dem 1419 m hohen Mount Ranunculus, rund 4,5 km südwestlich. Auf seinem rund 60 km langen Weg bis zur Mündung in den Grey River/Māwheranui, tragen die beiden Flüsse Waikiti River und Haupiri River ihre Wässer linksseitig zu und als rechter Nebenfluss tut dies der Nancy River.
Rund 18 km westlich der Entstehung des Flusses befindet sich der Lake Ahaura, der über den Haupiri River in den Ahaura River entwässert und rund 15 km südöstlich der Mündung des Flusses liegt der Lake Hochstetter, der allerdings keinen Abfluss zu dem Ahaura River besitzt.
An der Mündung des Flusses befindet sich die kleine Siedlung Ahaura, durch sie der New Zealand State Highway 7 führt und südwestlich des Ortes den Ahaura River überquert. Westlich davon überquert die Eisenbahnlinie Stillwater–Ngākawau Line den Fluss.